# AMR Corporation

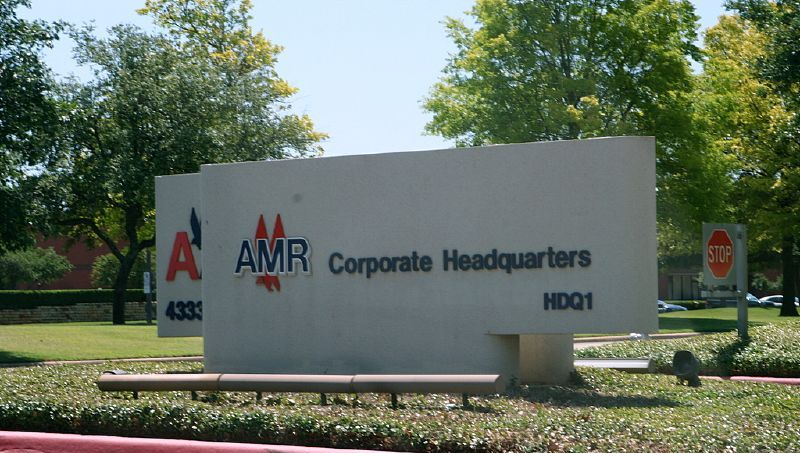
Der Sitz von American Airlines und AMR Corporation

Die AMR Corporation war eine amerikanische Holdinggesellschaft mit Sitz in Fort Worth im Bundesstaat Texas.

## Geschichte
Das Unternehmen wurde 1982 gegründet und war das Mutterunternehmen von American Airlines. Außerdem gehörten zur Holding die Fluggesellschaften Trans World Airlines, American Eagle Airlines sowie über die Tochtergesellschaft AMR Eagle Holdings Corporation die Executive Airlines in Puerto Rico. Weiterhin kooperierte AMR mit den Fluglinien Chautauqua Airlines und Trans States Airlines unter der Vertriebsmarke American Connection.

### Wirtschaftskrise
AMR geriet im dritten Quartal 2009 wegen der Wirtschaftskrise und der Reduktion ihrer Flotte in die roten Zahlen, der Verlust belief sich auf 359 Millionen US-Dollar. Schon ein Jahr zuvor hatte nur der Verkauf des Beratungsunternehmens American Beacon Advisors AMR zu einem Gewinn von 31 Millionen Dollar verholfen. Im Quartal bis Ende September 2009 brach der Umsatz bei AMR um ein Fünftel auf 5,1 Milliarden US-Dollar ein. Der operative Verlust belief sich auf 194 Millionen Dollar.
Am 29. November 2011 meldete AMR mit diversen Tochtergesellschaften, darunter American Airlines, Insolvenz und Gläubigerschutz nach Kapitel 11 an.

### Fusion mit US Airways
Im Februar 2013 gaben US Airways und AMR Corporation bekannt, sich zur größten Fluggesellschaft der Welt, US Airways, zusammenzuschließen.